# 洛德站
洛德站（英語：Loftus Station）是一個城市鐵路東郊及伊拉瓦拉線的沿線車站，它位於悉尼的洛德，是一個住宅區。車站兩邊都設有月台。
洛德站曾是皇家郊野公園支線的連接站，在洛德站的南面設有分支前往該處。該支線在1991年關閉，後來支線交給附近的悉尼電車博物館管理並改造成為一條電車路線。

## 月台服務
大部份時間每小時會在2班列車，星期一至五的繁忙時間會加設班次。

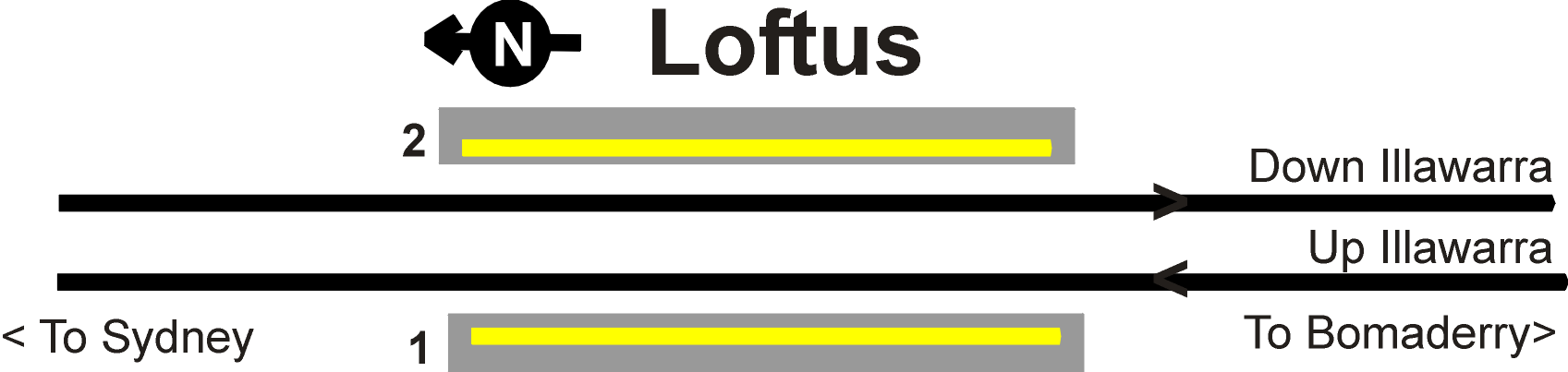
洛德站路軌圖。

1號月台
- 東郊及伊拉瓦拉線 — 往邦迪聯運。

2號月台
- 東郊及伊拉瓦拉線 — 往瀑布。

### 傷殘人士設施
該站設有傷殘人士設施，並連接一條天橋。天橋設有斜道，使坐輪椅的人士能容易上落。